# Olekszandr Petrovics Szalnikov
Olekszandr Petrovics Szalnikov, ukránul: Олександр Петрович Сальников, oroszul: Александр Петрович Сальников (Szevasztopol, 1949. július 3. – Kijev, 2017. november 17.) kétszeres olimpiai bronzérmes szovjet-ukrán kosárlabdázó.

## Pályafutása
1968 és 1972 között a krasznodari Sztrojitel, 1973-74-ben a kijevi Sztrojitel játékosa volt. 1975-ben a CSZKA Moszkva csapatában szerepelt. 1976-77-ben visszatért korábbi kijevi csapatához. 1978 és 1988 között az SZKA Kijev kosárlabdázója volt.
Tagja volt az 1976-os montréali és az 1980-as moszkvai olimpián bronzérmes szovjet válogatottnak. 

## Sikerei, díjai
- Olimpiai játékok
  - bronzérmes: 1976, Montréal, 1980, Moszkva